# Ernesto Codignola
Ernesto Codignola (Genova, 23 giugno 1885 – Firenze, 28 settembre 1965) è stato un pedagogista e filosofo italiano. Si interessò anche di storia del pensiero religioso e fu collaboratore di Giovanni Gentile e Giuseppe Lombardo Radice nella stesura della riforma Gentile nonché uno dei fondatori della casa editrice La Nuova Italia.

## Biografia
Primo di otto fratelli, nacque da padre di origini bresciane e da madre genovese. Frequentò per un biennio medicina, per poi trasferirsi, dopo l'ammissione, al secondo anno di filosofia all'università di Pisa, dove ebbe Gentile come uno dei suoi insegnanti. Si laureò nel 1909.
Nello stesso anno sposò Anna Maria Melli, con la quale dopo il 1945 avviò, nel quartiere popolare di Santa Croce a Firenze, la Scuola-Città Pestalozzi, che si contraddistinse allora e poi per lo spirito deweyano.
Ottenne l'abilitazione all'insegnamento superiore alla Normale di Pisa, iniziando poi a spostarsi per l'esercizio dell'insegnamento: Palermo (1910-12), Assisi (1912-14), Lucca (1914-18).
Sul finire del 1923 si trasferì all'Istituto Superiore di Magistero di Firenze dove divenne direttore, in ruolo fino al 1936, e professore, fino al 1954-55.
Inizialmente fascista, fu nel 1925 tra i firmatari del Manifesto degli intellettuali fascisti. I Patti Lateranensi, la nomina di Cesare Maria De Vecchi e la soppressione dell'Ente nazionale di cultura (una delle dieci associazioni nate in quegli anni per combattere l'analfabetismo) a cui lui stesso aveva dedicato molte energie, lo portarono a un iniziale distaccamento dal fascismo, che dapprincipio egli tentò di combattere dall'interno, come dimostrano numerosi suoi scritti dell'epoca, e infine abbandonò apertamente, schierandosi con l'antifascismo militante, dove divenne uno dei punti di riferimento, in forza dei suoi legami con Benedetto Croce, Luigi Russo e Piero Calamandrei. Questo percorso lo portò ad aderire, assieme a Bruna Talluri, al Partito Socialista Italiano di Pietro Nenni. Il figlio Tristano fu tra i fondatori del liberalsocialismo.
Attraverso di lui si realizzò - a partire da elementi che Codignola raccolse dagli ambienti della cosiddetta "crisi" idealistica - un deciso spostamento culturale da un'egemonia dell'idealismo, a una presenza nella pedagogia laica del pragmatismo statunitense.

## Opere principali
- La pedagogia rivoluzionaria (1919)
- Problemi didattici (1919)
- Educatori moderni (1926)
- Educazione liberatrice (1946)
- Le scuole nuove e i loro problemi (1946)
- Illuministi, giansenisti e giacobini nell'Italia del Settecento (1947)
- Un esperimento di scuola attiva: la scuola-città Pestalozzi (1954)